# 夏威夷大学系统
夏威夷大学系统（英語：University of Hawai'i System，缩写：UH）建于1907年，是位于美国夏威夷州的一个公立男女大学，提供副學士、學士、碩士和博士學位課程。夏威夷大学，现有3個大學校園、7個社區大學校園、和就業培訓中心，設施都分佈在夏威夷的六個小島上，而所有學校受到西部學校和學院協會認可。現有5万余名学生。大学的主要行政辦公室位於檀香山的夏威夷大學馬諾阿分校校區。夏威夷大学位居全美前列的专业包括：大洋学、海洋科学、地球物理、亚洲戏剧、教师教育、流行病学、老人病学、环境法、国际商学、图书馆学。

## 夏威夷大学系统
在1862年的土地撥贈法案的條款下，夏威夷大學馬諾阿分校是一所贈地大學，在美國擁有農業以及機械的工藝教授的優勢，它更是夏威夷大学的旗艦大學。它的著名學系如下:夏威夷/太平洋研究、天文學、東亞洲語言和文學、亞洲研究、比較哲學、海洋科學、第二語言研究、植物學、民族音樂學、地球物理學、工程、法律、語言學、數學，和醫學。

### 大学
- 夏威夷大学马诺阿主校
- 夏威夷大学希罗分校
- 夏威夷大学西瓦胡分校（英语：University of Hawaii–West Oahu）

### 高校
- 夏威夷大學-茂宜島學院（英语：University of Hawaii Maui College）

### 社区学院
- 夏威夷社区学院
- 火奴鲁鲁社区学院
- 卡皮歐拉尼社區學院
- 考愛島社區學院
- 背風社區學院
- 迎風社區學院

### 專业学校
- 药学院
- 約翰·A·伯恩斯醫學院
- 威廉·理查森法學院
- Shidler商業學院

### 研究机构
- 夏威夷大學天文研究所（英语：Institute for Astronomy）
- 夏威夷癌症研究中心（Cancer Research Center of Hawaiʻi）
- 東西方研究中心（英语：East–West Center）
- 哈雷阿卡拉天文台（英语：Haleakala Observatory）
- 夏威夷自然能源研究所（Hawaiʻi Natural Energy Institute）
- 地球物理與行星學研究所（Institute of Geophysics and Planetology）
- 夏威夷海洋生物研究所（英语：Hawaiʻi Institute of Marine Biology）
- 里昂植物園
- 莫纳克亚山天文台
- W. M.凱克天文台
- 威基基水族館

## 大學中心
- 夏威夷中西部大學
- 夏威夷考艾島中心大學
- 夏威夷毛伊島中心大學

## 教育中心
- 莫洛凱教育中心
- 拉奈教育中心
- 哈納教育中心
- 懷厄奈教育中心
- 拉海納教育中心

## 人數統計
所有夏威夷大學機構有大約50,317名學生，其中有44122人是學士生。平均而言，學生有42％為男性，58％為女性；20％是白人，20％是日本，15％的菲律賓人，13％是夏威夷或部分的夏威夷，32％是從其他種族。教授中89％居住在夏威夷，而6％是來自美國本土。夏威夷大學機構提供616個課程，其中123個是學士學位課程，92個是碩士學位課程，53個是博士學位課程，3個第一專業學位課程，4個後本科學位課程，115個副學士學位課程和其他各種認可。

## 校徽
夏威夷大学校徽是在一個圓形的太平洋中心地圖的一支火炬和一本名為知識之光（Mālamalama；the light of knowledge）的書，四周被國家座右銘「這塊土地上的生命在正義裡永存」（Ua mau ke ea o ka ʻāina i ka pono；The life of the land is perpetuated in righteousness）包圍。

## 知名校友
- 爱丽丝·鲍尔，化学家
- 伊莎贝拉·阿博特，植物学家
- 查德·特鲁希略，天文学家
- 安·邓纳姆，人类学家
- 老贝拉克·奥巴马，贝拉克·奥巴马之父
- 戈尔登·库勃，宇航员
- 汪丁丁，经济学家
- 卢燕，演员
- 王童，导演
- 胡雪桦，导演
- 王翀，导演
- 梁銘越，作曲家、民族音樂學家
- 黃天翱，樂隊Dear Jane主音
- 金完宣，南韓女歌手
- 李勤岸, 台灣語言學家

## 外部連結
- 夏威夷大學官方網站 （页面存档备份，存于）
- 夏威夷大學運動項目網站 （页面存档备份，存于）
- 夏威夷大學主校在findthebest.com 的資料[永久]
- 夏威夷大學的數據與事實